# Ignatius Jerome Strecker
Ignatius Jerome Strecker (Spearville, 23 novembre 1917 – Kansas City, 16 ottobre 2003) è stato un arcivescovo cattolico statunitense.

## Biografia
Monsignor Ignatius Jerome Strecker nacque a Spearville, una località agricola vicino a Dodge City il 23 novembre 1917. Timido ragazzo di campagna, era figlio di William Strecker e Mary (nata Knoeber). Fu battezzato nella chiesa di San Giovanni Battista dove i suoi genitori furono la prima coppia ad essere sposata. Aveva cinque sorelle e un fratello.

### Formazione e ministero sacerdotale
Dopo gli studi elementari nella scuola parrocchiale, frequentò Maur Hill e il St. Benedict College di Atchison. Studiò per il sacerdozio al Kenrick Seminary di Saint Louis.
Il 19 dicembre 1942 fu ordinato presbitero per diocesi di Wichita nella cappella del Convento del Sacro Cuore da monsignor Christian Herman Winkelmann. Il suo primo incarico fu quello di cappellano al St. Rose Hospital di Great Bend e di cappellano ausiliario per i 15 000 membri del personale di servizio presso la base aerea di Great Bend Army Air, una base di partenza per i bombardieri B-29. Nella base avrebbe assistito dai 50 ai 60 matrimoni al mese. Dal 1944 al 1945 studiò diritto canonico all'Università Cattolica d'America di Washington. Nominato assistente cancelliere nel 1946, divenne cancelliere vescovile nel 1948, un ufficio che adempì per 14 anni. Allo stesso tempo, fu direttore diocesano della società per la propagazione della fede e vice ufficiale del tribunale diocesano. Nel 1949 venne nominato cameriere pontificio e nel 1951 prelato domestico. Contemporaneamente fu vicario parrocchiale della parrocchia di Santa Maria a Newton.

### Ministero episcopale
Il 7 aprile 1962 papa Giovanni XXIII lo nominò vescovo di Springfield-Cape Girardeau. Ricevette l'ordinazione episcopale il 20 giugno successivo dall'arcivescovo metropolita di Kansas City Edward Joseph Hunkeler, co-consacranti il vescovo di Kansas City-Saint Joseph Charles Herman Helmsing e il vescovo di Dodge City Marion Francis Forst. Prese possesso della diocesi il 28 giugno successivo.
Quando monsignor Strecker iniziò il suo episcopato nella diocesi c'erano 59 parrocchie, 56 delle quali con un parroco residente. Un totale di 68 sacerdoti diocesani e 49 religiosi di 8 comunità operavano in queste parrocchie e in 30 missioni. Vi erano anche 293 religiose di 23 comunità che prestavano servizio in molte funzioni, come insegnanti nelle 31 scuole parrocchiali, nelle tre scuole inter-parrocchiali, nelle due scuole superiori private, nelle due scuole elementari private e come personale ospedaliero in sette ospedali. Spesso operavano anche come catechiste. Erano presenti diverse strutture per la formazione sacerdotale: la Sacred Heart House of Studies a Springfield, il seminario propedeutico "San Vincenzo" a Cape Girardeau e il seminario "Nostra Signora dell'Ozarks" a Carthage.
Benché esistessero molte strutture per assisterlo nella sua missione di pastore della diocesi, monsignor Strecker presto trovò la sua chiesa locale priva di certi aspetti. Per prima cosa, poco più del 4 % della popolazione totale di 823 047, ovvero 34 902 persone, era cattolica. La diocesi non aveva collegi cattolici e nessuna casa provinciale di alcuna comunità religiosa. Forse più frustrante era la mancanza di una cancelleria centralizzata. Solo il vescovo, il cancelliere e il vicecancelliere avevano uffici al quarto piano del Landers Building, a Springfield. Dopo il 1960 venne aggiunto uno spazio per l'ufficio contabile, per il segretario del vescovo e la struttura del ciclostile.
Meno tangibile, ma forse più stimolante, era il sentimento anti-cattolico ancora prevalente nella più comunità e l'ignoranza della Chiesa cattolica che rappresentava.
Quasi immediatamente dopo aver assunto la carica, monsignor Strecker si trovò lontano dalla diocesi per lunghi periodi, per partecipare al Concilio Vaticano II. Dal momento che partecipò a tutte le sessioni del Concilio Vaticano II e che fu profondamente immerso nella sua teologia, monsignor Strecker iniziò a promuovere il coinvolgimento dei laici in tutti gli aspetti della vita ecclesiale nella diocesi. Scoprì che dei semi erano stati seminati prima di lui e, in effetti, i germogli erano pronti a fiorire.
Una delle prime azioni del nuovo vescovo fu quella di partecipare ad una riunione del Consiglio di amministrazione del consiglio diocesano degli uomini cattolici (DCCM) nel settembre del 1962. Prestò il suo sostegno ad un progetto di Azione Cattolica che promuoveva l'Apostolato della Preghiera. Alla fine del viaggio furono arruolati 11.251 nuovi membri e la diocesi ricevette un attestato di riconoscimento dal Concorso nazionale d'Azione cattolica per il suo programma spirituale. Il DCCM venne lodato per aiutare la crescita della diocesi attraverso i suoi progetti spirituali e temporali.
Formata nel 1957 nel Missouri "per cristianizzare il mondo", il consiglio diocesano delle donne cattoliche (DCCW) ebbe l'onore solo quattro anni dopo di incontrare il capo del suo comitato diocesano di azione sociale, la signora A. C. Oppermann, nella parrocchia di San Michele a Fredericktown, nominata presidente nazionale dell'azione sociale. Questo avvenne l'anno prima che monsignor Strecker entrasse in carica. Immediatamente dopo la sua ordinazione come vescovo, divenne il presidente episcopale della DCCW, desideroso di sviluppare il consiglio in tutte le 59 parrocchie e 30 missioni della diocesi. Rispettava la crescita fenomenale dell'organizzazione, da 264 affiliati nel 1920 quando nacque il Consiglio nazionale, a 14 000  quando entrò in carica. Ciò rappresentava una federazione di consigli femminili comprendente circa dieci milioni di donne a livello nazionale. Il loro obiettivo era quello di sviluppare la fede in sei aree: organizzazione e sviluppo, attività religiose, vita familiare, casa e scuola, azione sociale e cooperazione con beneficenza. Il DCCW offrì uno schema completo per la vocazione femminile laica per aiutare a cristianizzare il mondo.
La Società per la propagazione della fede ebbe il suo inizio in diocesi nel 1957, appena sei mesi dopo la fondazione della stessa. La società impose ai suoi membri due obblighi: la preghiera quotidiana per la diffusione della fede e la donazione di elemosine. Una direttiva per gli associati, la spina dorsale di ogni supporto missionario, richiedeva l'istituzione di un'unità di promotori in ogni parrocchia e missione. Ai rappresentanti degli ordini missionari fu chiesto di parlare nelle parrocchie in un appello annuale per le elemosine. Il gruppo di laici zelanti che contribuivano fedelmente con la loro preghiera e l'elemosina erano conosciuti come missionari del mondo. I bambini vennero formati in tenera età per essere sensibili ai bisogni delle missioni attraverso la loro appartenenza alla Pontificia Opera della Santa Infanzia.
In risposta all'insistenza di papa Giovanni XXIII sulla necessità di un maggiore aiuto laico dedicato nelle missioni, la Catholic Church Extension Society iniziò a reclutare persone laiche per periodi limitati di servizio nelle missioni nazionali degli Stati Uniti. La prima squadra di Extension Lay Volunteers (ELV) svolse attività di volontariato negli stati centro-meridionali tra il 1962 e il 1963. L'anno seguente i membri di un gruppo di 180 persone di 59 diocesi lavorarono come insegnanti, infermieri, membri del censimento e catechisti in 65 parrocchie, tra cui alcune a Springfield-Cape Girardeau. Nel 1962 c'erano 19 ELV nella diocesi. Papa Giovanni XXIII pregava con fervore "che il numero di questi generosi cristiani fosse moltiplicato".
Un altro gruppo che il vescovo approvò fu quello dei Volontari papali dell'America Latina (PAVLA). I vescovi latinoamericani espressero la necessità che uomini e donne professionisti servissero i poveri, i malati e i bisognosi in questi paesi per tre anni dopo aver completato un programma di formazione. Il reclutamento venne condotto dai direttori del programma della diocesi, padre Wallace Ellinger e padre William Winkelman, portarono quattro donne a diventare volontari papali: Joan McDonough di Caruthersville, Ann Nenninger di Cape Girardeau, Marie Short di Scott City e Barbara Berelsmann di Joplin. Commentando la generosità di questi volontari, il vescovo Strecker ha detto: "I bisogni della Chiesa universale sono portati a casa in un senso molto reale come una diocesi che ha bisogno di sacrifici per inviare questi volontari a un popolo in un paese più bisognoso".
Anche il cuore del vescovo fu sempre rivolto ai bambini. Aveva una profonda preoccupazione per il loro massimo sviluppo. Ciò trovò espressione nella sua enfasi sulla loro presenza nelle scuole elementari e nelle scuole superiori cattoliche della diocesi. La sua preoccupazione si estese anche ai bambini che non erano in grado di frequentare una scuola cattolica. Nel 1963, su richiesta di monsignor Strecker, le Suore adoratrici del Preziosissimo Sangue di Nostro Signore Gesù Cristo vennero da Wichita per aiutare la Confraternita della dottrina cristiana (CCD) nell'istruzione nella diocesi. Aiutarono la formazione dei cattolici nelle aree di missione della diocesi, visitando le case e istruendo i giovani. Tenevano lezioni nei garage, nelle case private, nelle le stanze sul retro dei negozi, nei capannoni, nelle chiese e nelle sagrestie e nelle zone di ritrovo anche fino a 100 miglia dalle loro residenze.
Il lavoro delle Adoratrici seguì gli sforzi missionari rivoluzionari delle sorelle Victory Noll, fondate nel 1922. Il loro intero lavoro, sotto la sponsorizzazione di monsignor John Francis Noll, vescovo di Fort Wayne-South Bend, era dedicato alla catechesi e al lavoro sociale nelle aree di missione degli Stati meridionali. Con la crescita della comunità, le suore si rivolsero ad altre diocesi per istruire i cattolici all'apostolato laico, arrivando al Bootheel del Missouri nel 1954. Dopo l'istituzione della diocesi, arrivarono altre sorelle. Nel 1958, stavano operando sette Victory Noll, quando, vista la crescita della popolazione cattolica, le Adoratrici furono chiamate ad assisterle. Mentre i laici venivano coinvolti nelle divisioni di Fisher e Helper della Confraternita, monsignor Strecker istituì il corso di formazione per adulti CCD. Il 22 settembre del 1963 fu designata la domenica diocesana catechetica, l'inizio ufficiale delle lezioni di istruzione per adulti tenute dalle Victory Nolls e dalle Adoratrici per educare i laici che avrebbero istruito i bambini che frequentano le lezioni del CCD. Padre Ralph J. Duffner e padre James A. Seyer vennero chiamati a lavorare con le suore. Il programma era offerto nei centri di Springfield, Cape Girardeau, New Madrid, Poplar Bluff, Joplin e Neosho. A partire dal 1964, la Confraternita offrì corsi di Sacra Scrittura ad adulti per contrastare la mancanza di istruzione biblica che precedette il Concilio Vaticano II.
Continuando la preoccupazione di monsignor Helmsing per la formazione della gioventù, il vescovo Strecker fu lieto di premiare i membri del Consiglio diocesano della gioventù cattolica (DCCY) per i loro servizi. Lo slogan dell'organizzazione, "Il nostro cambiamento oggi: un cambiamento di domani", rispecchiava lo stato rispettato degli oltre 2 800 giovani della diocesi. Affiliata con l'ufficio nazionale a Washington, l'organizzazione giovanile fornì rappresentanti all'assemblea nazionale e ricevettero materiale promozionale e di altro tipo dall'ufficio centrale. Attraverso il DCCY, i giovani potevano competere in contesti oratoristici su argomenti legati alla Chiesa, partecipare alla convenzione nazionale ed eleggere ufficiali parrocchiali che lavoravano sotto un direttore diocesano nominato dal vescovo. Le giornate di raccoglimento e partecipazione alla settimana della gioventù cattolica nazionale erano altre attività in cui gli adolescenti e i giovani adulti potevano crescere nella loro fede. Il vescovo inoltre manifestò la sua preoccupazione per il pieno sviluppo dei bambini della diocesi approvando il "Bishop Ignatius J. Strecker Scouting Award" adottato dal comitato cattolico diocesano sullo scautismo.
Anche i Cavalieri di Colombo in diocesi erano un gruppo fiorente. L'organizzazione venne fondata da padre Michael J. McGivney che nel 1880 riunì un piccolo gruppo di uomini leali nel seminterrato della chiesa parrocchiale di Santa Maria a New Haven. La preoccupazione di McGivney era di aiutare le vedove e gli orfani lasciati indietro dalla morte dei parrocchiani. Da questo piccolo nucleo nacquero i Cavalieri di Colombo, il cui scopo nel 1965 era diventato nazionale e persino internazionale. Sfruttando appieno le opportunità di praticare la carità e promuovere la religione, l'organizzazione contribuì con 11 000 dollari nei soccorsi alle vittime del terremoto di San Francisco del 1906 e con 23 000 dollari all'Irish Relief Fund nel 1920. Nel 1927 le vittime delle inondazioni nel Mississippi ricevettero 50 000 dollari. Da allora, oltre a raccogliere fondi, i Cavalieri di Colombo concessero generosamente e magnanimamente il loro tempo e i loro talenti a innumerevoli sforzi degni di ogni tipo, dalla costruzione di case per famiglie bisognose alla produzione e distribuzione di opuscoli istruttivi per formare la guardia d'onore alle funzioni parrocchiali e diocesane. Il consiglio dei cavalieri di Springfield risale al volgere del secolo. Durante il mandato di monsignor Strecker, i 14 consigli dei Cavalieri di Colombo in quel momento, che rappresentavano 543 membri, sponsorizzavano regolarmente comunioni aziendali, colazioni, ritiri, celebrazioni del Corpus Domini e vari eventi sociali.
Dopo la sua nomina alla guida della diocesi monsignor Strecker trovò un'altra organizzazione femminile attiva, le Figlie di Isabella. Con il motto "Unità, amicizia, carità e santità", era un'organizzazione di donne che si sforzava di emulare l'omonima regina, Isabella di Castiglia, che rese possibile la scoperta del continente americano. Le donne dell'associazione dedicavano i loro talenti e le loro energie alle imprese religiose e patriottiche. Erano unite dai vincoli della società per migliorare la propria cerchia di amici, unire energie e risorse, promuovere lo sviluppo personale ed essere una forza per il progresso di tutto ciò che è buono e vero nella vita. Le loro attività abbracciarono molti aspetti della vita: spirituale, patriottico, caritatevole, intellettuale e fisico. L'iniziazione negli anni '60 era costituita da corsi gratuiti offerti per posta che spiegavano i vantaggi e gli obblighi dell'adesione. Durante l'episcopato di monsignor Strecker le Figlie di Isabella erano 4 236. Lo Springfield Circle 212 fu organizzato nel 1922 con 99 membri e crebbe fino a 176 membri nel 1965.
Il rapporto annuale presentatogli nel 1964 della Legio Mariae affermava che la curia di Cape Girardeau aveva otto eletti di alto livello e quattro di primo grado. A Joplin vi erano sette senior e quattro junior e a Springfield nove senior e tre junior, per un totale di 4 600 membri con 297 legionari attivi, 285 ausiliari religiosi e 4 000 ausiliari laici. I membri avevano effettuato 12 699 visite a case e istituzioni durante un anno e avevano trascorso più di 7 000 ore in opere di misericordia. Arricchirono la Chiesa del Missouri con 66 battesimi, 37 prime comunioni, 40 ritorni ai sacramenti e 13 convalide del matrimonio. Sebbene considerassero la preghiera come mezzo primario di evangelizzazione, i Legionari entrarono attivamente nell'opera della Chiesa.
Monsignor Strecker inquadrò l'annuale Diocesan Expansion Fund Drive del 1965 nel contesto di un documento chiave del Concilio Vaticano II. Nonostante la pubblicità sia stata inizialmente rivolta ai cambiamenti più evidenti nella liturgia post-conciliare, monsignor Strecker considerò la sempre la costituzione sulla Chiesa Lumen Gentium come il documento più fondamentale perché riflette il pensiero dei Padri conciliari sulla natura più intima della Chiesa. Il suo insegnamento che la Chiesa è la Nuova Israele, il Popolo di Dio della Nuova Alleanza e il Corpo di Cristo getta una nuova luce sulla dignità e sui doveri dei laici che condividono le funzioni sacerdotali e profetiche di Cristo nel loro diritto. Chiamati a portare "Cristo nel mondo" - il tema della campagna del fondo - monsignor Strecker disse sempre che i laici erano responsabili come il clero nell'estendere il piano di salvezza di Dio a tutti i popoli.
Monsignor Strecker diede spazio al benessere spirituale del suo popolo. Il ritiro del fine settimana ebbe un nuovo impulso con l'apertura della casa per i ritiri di Saint-Chantal nel 1964. Gestita dalle suore della Visitazione, una delle due comunità contemplative di clausura nella diocesi dell'epoca, la casa offriva ritiri spirituali per il fine settimana a uomini, ragazzi, e donne. Le suore aprirono anche la loro biblioteca di libri spirituali al pubblico.
Oltre a offrire opportunità per i ritiri, il corso di formazione di tre giorni nella vita cristiana conosciuto come Movimento Cursillo ebbe la sua introduzione nella diocesi nel 1963, quando cinque uomini di Springfield frequentarono un corso a Kansas City. Dopo le sessioni di discussione, preghiera e discorsi a tavola rotonda, i partecipanti tornarono con l'obiettivo di santificare la propria vita e la vita delle loro famiglie e aiutare gli altri a imparare la parola di Dio. Il vescovo di Ciudad Real Juan Hervás y Benet, il dottor Eduardo Bonnin di Maiorca e circa 30 laici e sacerdoti fondarono i Cursillos de Christiandad nel 1949. Nel 1952, 80 Cursillos erano stati donati in Spagna e presto si diffusero nel Sud e Centro America, per giungere infine negli Stati Uniti nel 1961. Forte strumento per la conversione, il Cursillo ebbe impatto così forte sui suoi partecipanti che al loro ritorno dall'esperienza di tre giorni, le famiglie notarono un cambiamento evidente. Nei raduni di follow-up settimanali chiamati ultreyas, i Cursillistas studiano la loro fede e si incoraggiano a vicenda a vivere da cristiani. Monsignor Strecker incoraggiò il movimento Cursillos de Cristianidad come mezzo per approfondire la vita spirituale della sua gente. Nel 1964 vi parteciparono 11 sacerdoti e 87 laici. Alla fine i Cursillos de Christiandad accettarono anche le donne come partecipanti.
Per salvaguardare la formazione spirituale dei giovani adulti che frequentavano i collegi laici, la Chiesa degli anni '60 iniziò a fornire un ambiente cattolico sotto forma dei centri "Newman" nei campus secolari. Nel Missouri, molto prima che se ne sentisse il bisogno in tutta la nazione, due studenti cattolici del Minnesota che si iscrissero al Southeast Missouri State College a Cape Girardeau nel 1914 fondarono il Marquette Club per studenti cattolici e membri delle facoltà nel campus. Ribattezzato Marquette Newman Center nel 1962, il Centro l'anno precedente aveva acquisito una casa e un cappellano permanente l'anno successivo. Una cappella, aggiunta l'estate successiva, creava uno spazio di raccolta. Servendo come parrocchia studentesca nel campus, il centro offriva i sacramenti, possibilità di esprimere la propria devozione e anche consulenza. Grazie a corsi accreditati attraverso il Webster College di St. Louis, fu possibile fornire lezioni di filosofia, teologia e Sacra Scrittura. Gli studenti si incontravano regolarmente per discutere argomenti selezionati e socializzare. Monsignor Strecker si unì ai leader di altre confessioni cristiane a Springfield per sostenere la creazione del Centro ecumenico nel campus del Southwest Missouri State College.
Monsignor Strecker invitò le suore carmelitane a costruire un monastero a Springfield. Sebbene non sia disponibile come luogo di ritiro, la sua cappella è un luogo in cui i visitatori possono pregare. Affidò alle suore "un particolare apostolato nella diocesi: quello della preghiera e della penitenza. Sicuramente questa è una grande grazia per la diocesi". La cerimonia di recinzione avvenne il 14 agosto 1965. I cattolici e molti altri ammirano la loro vita di preghiera contemplativa.
Il vescovo fu aiutato a dare assistenza ai poveri da una vivace organizzazione laicale. La Società di San Vincenzo de' Paoli, che era attiva nel sud-ovest del Missouri già negli anni '20, arrivò negli Stati Uniti attraverso la prima conferenza tenuta a Saint Louis, nel 1845. Fu iniziata da Frederick Ozanam, un devoto e studioso francese laico che ispirò otto studenti di giurisprudenza a riunirsi in quella che chiamò la Società della Carità sotto la protezione di San Vincenzo de' Paoli. Il suo scopo era quello di alleviare la miseria umana con la pratica carità. La Società si diffuse in tutta la Francia, stabilendosi infine a Roma, in Inghilterra e in Irlanda. Presto si diffuse in altri paesi, compresi gli Stati Uniti. Da Saint Louis, la Società si estese a sud e ad ovest nella zona che più tardi sarebbe diventata la diocesi di Springfield-Cape Girardeau. I suoi membri lavoravano discretamente sotto i loro pastori nelle parrocchie per aiutare personee famiglie. Nell'esercizio della compassione cristiana, offrivano preghiere, consigli, conforto e assistenza materiale a chi era nel bisogno. Nel 1963 in diocesi erano attive sei conferenze di San Vincenzo de' Paoli.
Il vescovo sostenne fortemente la Conferenza nazionale della vita rurale cattolica, la commissione episcopale per le persone di lingua spagnola e il comitato episcopale per i lavoratori migranti, che era operativo da diversi anni prima del suo insediamento. Sebbene finanziati privatamente, il successo dei progetti derivava dalle centinaia di volontari che collaboravano. I progetti sponsorizzati dalla conferenza a livello nazionale comprendevano un ufficio di collocamento per messicano-americani, scuole di addestramento per magazzinieri, autisti di camion e trattori, assistenti di stazioni di servizio e imballatori di verdure a San Antonio e una scuola professionale e per adulti a Racine. La preoccupazione di monsignor Strecker in quest'area di giustizia sociale si rafforzò nel corso degli anni.
A metà dell'episcopato di monsignor Strecker, il 18 aprile 1965, la diocesi lanciò un giornale diocesano, The Mirror. Oltre alle numerose attività e organizzazioni elencate sopra, alcuni dei titoli e delle caratteristiche del primo numero completano il quadro di una diocesi viva di attività e con un coinvolgimento profondo dei laici sotto la guida del vescovo.
Padre di famiglia, giornalista, uomo d'affari e attivista sociale, Robert G. Lee servì la diocesi come direttore del The Mirror per 22 anni. Nel 1965, Lee, che occupava una posizione esecutiva in una tipografia e in una casa editrice, rispose all'invito di monsignor Strecker di produrre un settimanale diocesano, lavorando quasi da solo nel seminterrato della residenza del vescovo.
Inizialmente, The Mirrorvenne distribuito come inserto dell'Our Sunday Visitor. Sotto il vescovo Baum, successore di monsignor Strecker, Lee acquistò un sistema IBM Selectric e assunse personale. Nel 1984, sostituì un sistema computazionale, che in seguito consentì un'ulteriore espansione e aggiornamento tecnologico.
Quando venne negato un permesso di seconda classe perché il postmaster non considerava il giornale una pubblicazione senza fini di lucro, Lee pagava la terza classe, ma chiedeva che la differenza tra le tariffe fosse posta in garanzia. Cinque anni dopo, quando le autorità postali dichiararono che The Mirror non aveva fini di lucro, furono restituiti oltre 25 000 dollari.
Uno degli sforzi più duraturi del vescovo fu il lancio del primo numero di The Mirror. Sotto la guida dell'editore, padre Leo W. Nugent e del direttore, Robert G. Lee, aveva l'obiettivo duplice di diventare uno strumento di istruzione per migliorare i pregiudizi anticattolici e coltivare uno spirito familiare nell'unire le due parti della diocesi. Prima del debutto di The Mirror, padre Nugent aveva scritto storie nella St. Louis Review, l'unico mezzo di comunicazione diocesano. The Mirror venne riconosciuto al di fuori della comunità cattolica per il suo insegnamento sull'aborto e le sue spiegazioni comprensibili e accattivanti dei documenti del Concilio Vaticano II. Il vescovo colse l'opportunità di utilizzare il documento come forum per educare la diocesi nella teologia e le pratiche aggiornate promulgate dal Concilio.
Sempre fervente sostenitore dei media, monsignor Strecker benedisse anche all'apostolato diocesano per la radio e la televisione, avviato da padre Frank C. Palermo, operante al di fuori del decanato di Joplin, e padre William E. Donovan, operante nel decanato delle pianure occidentali.
In un discorso a un pellegrinaggio piemontese del 1964, Papa Paolo VI disse ai pellegrini che lo scopo di un giornale è quello di rispecchiare la verità. L'anno seguente, quando fu lanciato il primo numero del giornale diocesano, fu chiamato The Mirror in vista delle osservazioni del Santo Padre. Il nome è stato determinato da un concorso in cui sono stati presentati 418 nomi. I volontari di estensione, la sig.ra Mary Johnson, RN e la sig.ra Linda King, RN, hanno suggerito il titolo di conquista.
Lee considerò il giornale un mezzo per comunicare l'insegnamento cattolico su argomenti come l'aborto e sui documenti del Concilio Vaticano II. Con l'afflusso di profughi vietnamiti nella diocesi, Lee ottenne un aiuto finanziario dalla Conferenza cattolica statunitense (oggi Conferenza dei vescovi cattolici degli Stati Uniti) per pubblicare un inserto in vietnamita. Attraverso la parola stampata, espose le ingiustizie fatte ai contadini e ai lavoratori migranti. Fu eletto presidente della Missouri Association of Migrant Opportunity Services (MAMOS) per tre anni consecutivi.
Lee si ritirò dalla guida del The Mirror nel 1987. Amante della parola stampata, della Chiesa e della sua gente, in particolare della sua famiglia e dei suoi amici, Robert Lee morì a 79 anni il 31 ottobre 2003. Lasciò la moglie da 56 anni, 10 figli, 5 nipoti e 3 pronipoti.
Monsignor Strecker era un uomo completamente immerso nella sua gente ma anche i sacerdoti trovarono un posto speciale nel suo cuore. Nell'ottobre del 1966, istituì l'annuale Priests Institute che offriva ai sacerdoti l'opportunità di conoscersi meglio, di rinnovare le loro motivazioni e di essere aggiornati sugli ultimi avvenimenti nella Chiesa. A causa della grande distanza tra i lati est e ovest della diocesi, era particolarmente importante organizzare delle opportunità di socializzazione per i sacerdoti. Monsignor Strecker si adoperò intensamente per l'unità sia tra i suoi sacerdoti che tra i laici.
Essendo stato padre conciliare lavorò per vedere la visione e la struttura del concilio prendere piede. Non era tuttavia un idealista dagli occhi stellati. Da timido ragazzo di campagna divenne l'astuto e lungimirante pastore di una grande arcidiocesi.
Il 10 settembre 1969 papa Paolo VI lo nominò arcivescovo metropolita di Arcivescovo metropolita di Kansas City. Prese possesso dell'arcidiocesi il 28 ottobre successivo. Soprannominato "Ignazio il gentile", era noto per la sua gentilezza, la cordialità e la compassione per il suo gregge. Continuò a promuovere l'uso dei mezzi di comunicazione per amore del Vangelo.
Noto difensore delle piccole fattorie familiari, nonché dei poveri del centro città e degli ispanici, monsignor Strecker esortò il Congresso a lavorare per una politica alimentare e agricola globale. Nel 1984 testimoniò davanti alla commissione per l'agricoltura durante le udienze in preparazione di una legislazione sulla politica agricola completa e dichiarò: "Il destino dei nostri agricoltori di famiglia non è una preoccupazione astratta. Cosa accadrà loro se l'élite dei proprietari determinerà controllerà sempre più il nostro cibo e il prezzo di quel cibo".
Nel 1992, denunciò le opinioni pro-choice di Kathleen Sebelius, futuro Governatore del Kansas e Segretario della salute e dei servizi umani degli Stati Uniti. Egli accusò Sebelius, una cattolica, di condurre "la marcia della morte del nascituro nelle cliniche per aborti nella Camera dei Rappresentanti" e di "tentare di fare le marce della morte alle cliniche di aborto legali come le marce della morte alle camere a gas dell'Olocausto della seconda guerra mondiale".
Il 28 giugno 1993 papa Giovanni Paolo II accettò la sua rinuncia per raggiunti limiti di età.
Colpito da diversi ictus, morì a Kansas City il 16 ottobre 2003 all'età di 85 anni per le conseguenze di una caduta. È sepolto nel 	
Gate Of Heaven Catholic Cemetery di Kansas City.

## Genealogia episcopale
La genealogia episcopale è:
- Cardinale Scipione Rebiba
- Cardinale Giulio Antonio Santori
- Cardinale Girolamo Bernerio, O.P.
- Arcivescovo Galeazzo Sanvitale
- Cardinale Ludovico Ludovisi
- Cardinale Luigi Caetani
- Cardinale Ulderico Carpegna
- Cardinale Paluzzo Paluzzi Altieri degli Albertoni
- Papa Benedetto XIII
- Papa Benedetto XIV
- Papa Clemente XIII
- Cardinale Marcantonio Colonna
- Cardinale Giacinto Sigismondo Gerdil, B.
- Cardinale Giulio Maria della Somaglia
- Cardinale Carlo Odescalchi, S.I.
- Cardinale Costantino Patrizi Naro
- Cardinale Lucido Maria Parocchi
- Papa Pio X
- Cardinale Gaetano De Lai
- Cardinale Raffaele Carlo Rossi, O.C.D.
- Arcivescovo Amleto Giovanni Cicognani
- Arcivescovo Edward Joseph Hunkeler
- Arcivescovo Ignatius Jerome Strecker